# یوویوس
یوویوس یکی از مقامات ایرانی در زمان حکومت شاهنشاه هرمز چهارم ساسانی (حک. ۵۷۹–۵۹۰) بود.